# Ibelin (film)
Ibelin is een Noorse documentaire uit 2024, geregisseerd door Benjamin Ree.

## Verhaal
De film documenteert het leven van Mats Steen, een Noorse gamer die op 25-jarige leeftijd stierf aan de ziekte van Duchenne, een degeneratieve spierziekte. De titel komt van de naam van een personage uit World of Warcraft. Zijn ouders rouwden om wat zij dachten dat een eenzaam en geïsoleerd bestaan was geweest, en ontdekten pas later dat Mats al lang een levendig digitaal leven leidde dat een diepgaande impact had op een gemeenschap van medegamers.

## Release en ontvangst
Ibelin ging op 18 januari 2024 in première op het Sundance Film Festival in de World Documentary Competition waar hij de Audience Award won. Kort na de première verwierf Netflix de distributierechten.
De film kreeg positieve kritieken van de filmcritici, met een score van 100% op Rotten Tomatoes, gebaseerd op 15 beoordelingen. Variety prees de film en zei: "Het is een wereld op zichzelf, en een schitterend voorbeeld van hoe het maken van films - net als de digitale voetafdruk van een persoon - een vorm van onsterfelijkheid kan zijn die zelfs het meest verwoestende verlies verzacht"/ Andere recensies waren ook positief. Cineuropa schreef dat Ree "eindigt met een film die niet over de dood gaat, maar over vriendschap, liefde en het leven".

## Prijzen en nominaties
De belangrijkste:
| Jaar | Prijs                  | Categorie                                | Genomineerde(n)                          | Uitslag  |
| ---- | ---------------------- | ---------------------------------------- | ---------------------------------------- | -------- |
| 2024 | Europese filmprijzen   | European Young Audience Award            | European Young Audience Award            | Gewonnen |
| 2024 | Sundance Film Festival | Audience Award: World Cinema Documentary | Audience Award: World Cinema Documentary | Gewonnen |